# Neisseria elongata
Neisseria elongataは、グラム陰性菌で、ナイセリア属の他の球菌とは異なり桿菌である。他のナイセリアと異なり、カタラーゼ陰性である。N. elongata はヒトのナイセリア属の中では最も起源の古いものである。